# Список дипломатических миссий Бразилии

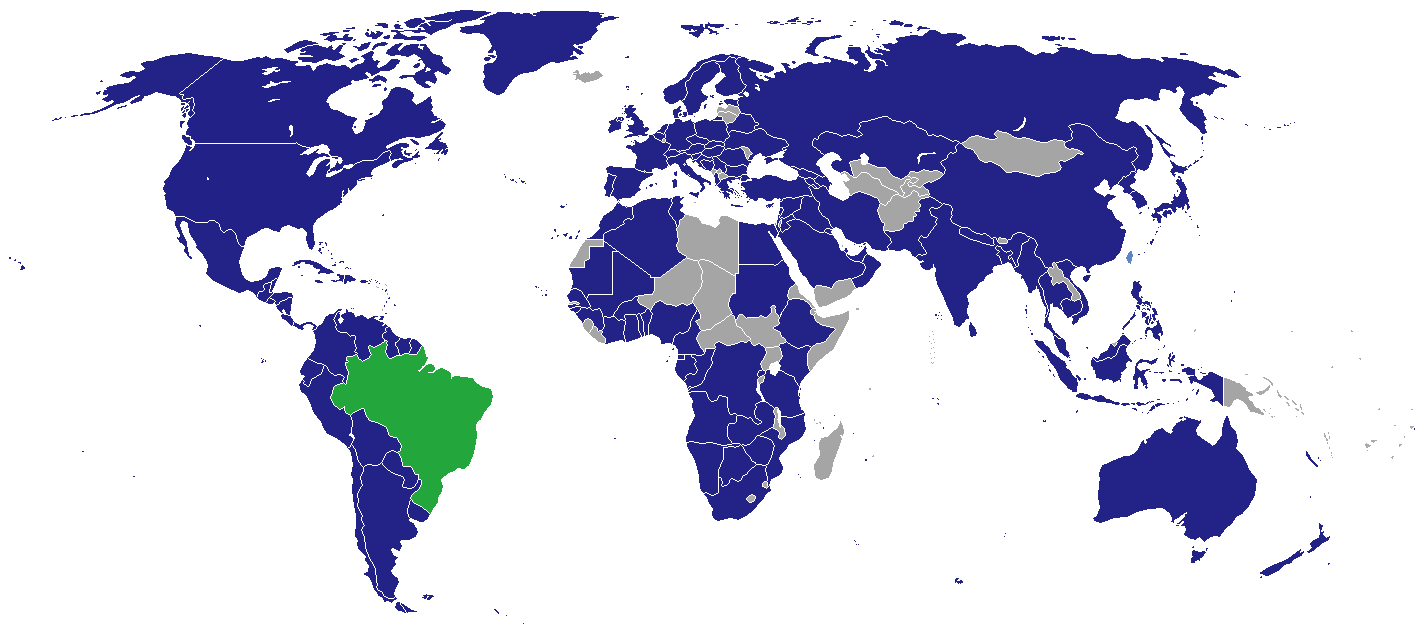
Страны, в которых расположены дипломатические миссии Бразилии

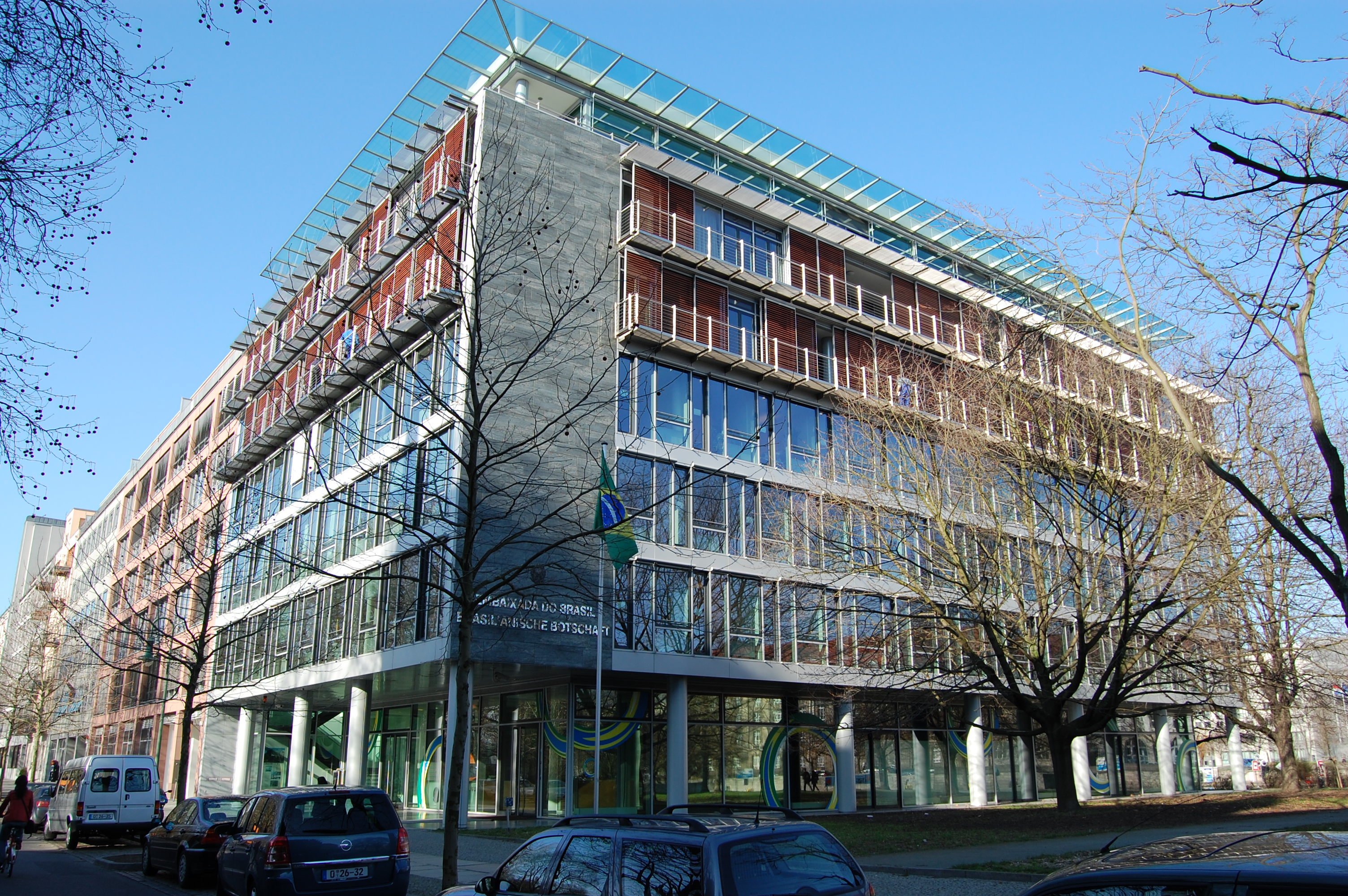
Бразильское посольство в Берлине

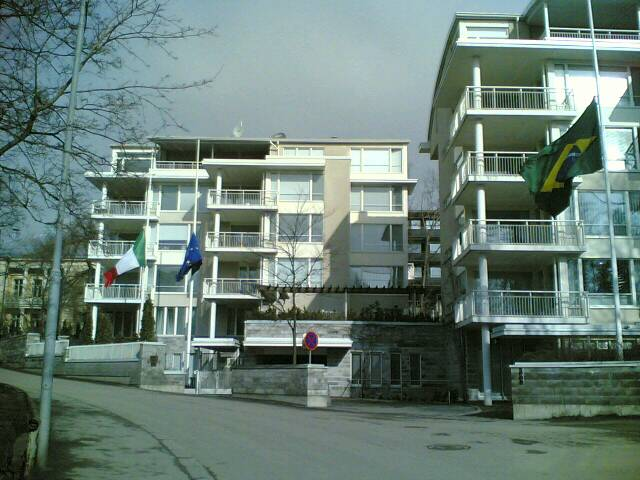
Бразильское посольство в Хельсинки

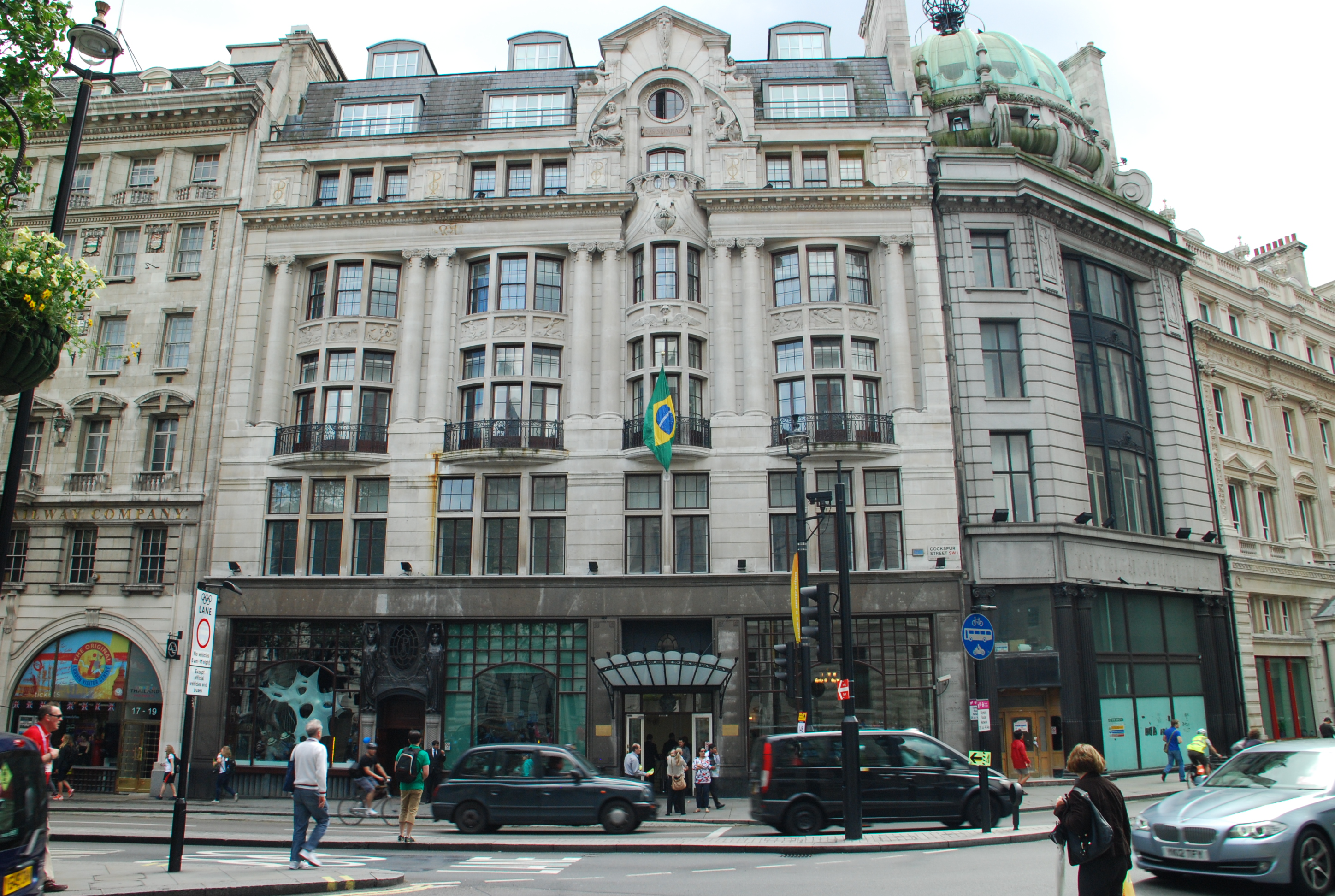
Бразильское посольство в Лондоне

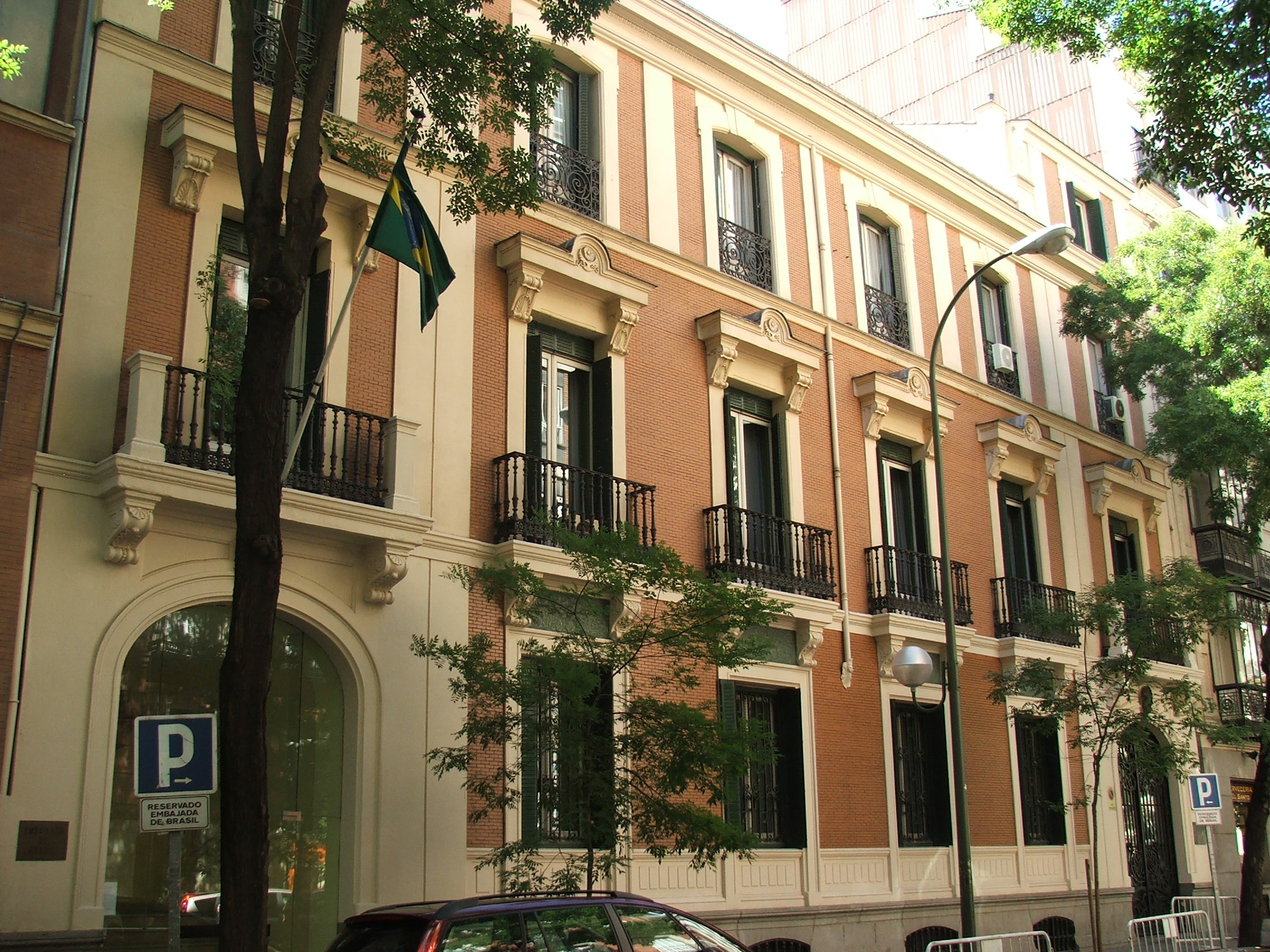
Бразильское посольство в Мадриде

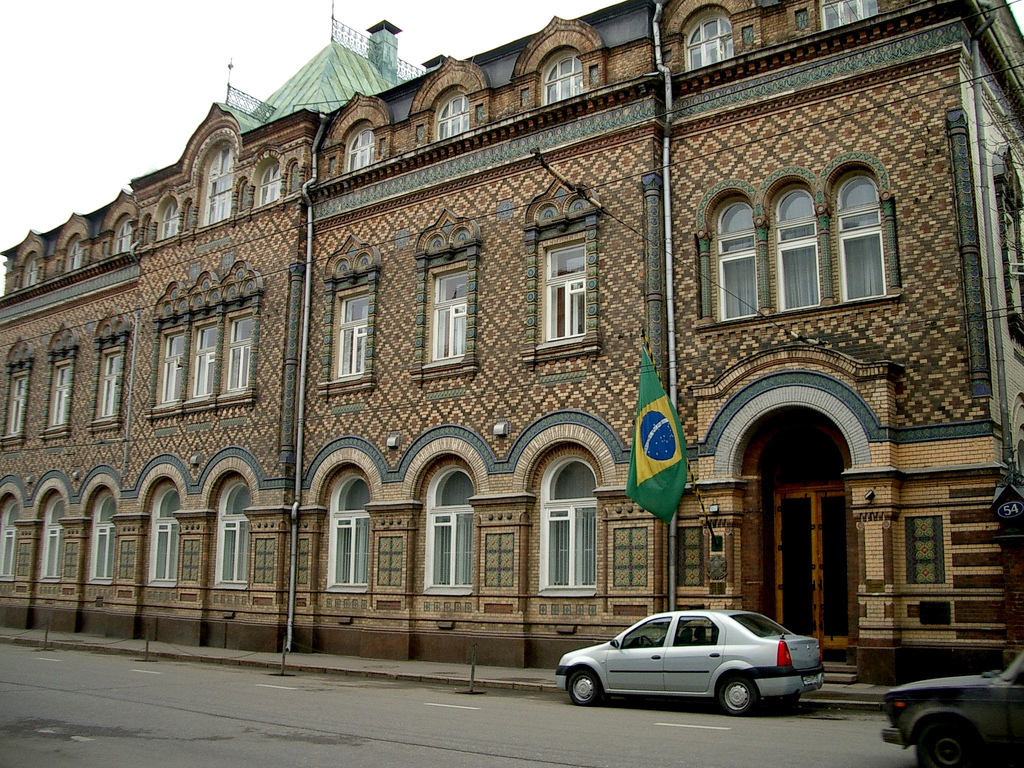
Посольство Бразилии в Москве

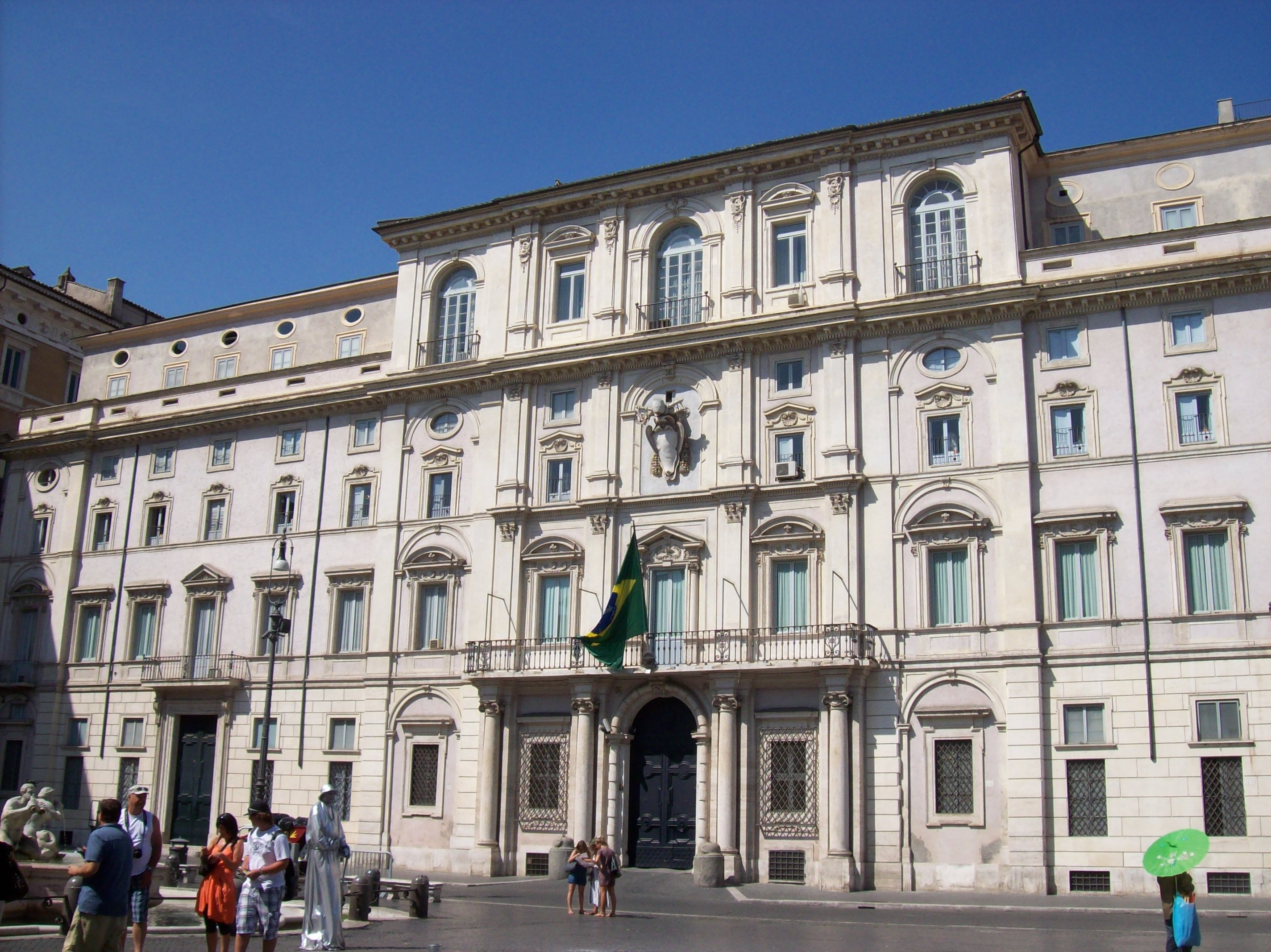
Площадь Пампилья, бразильское посольство в Риме

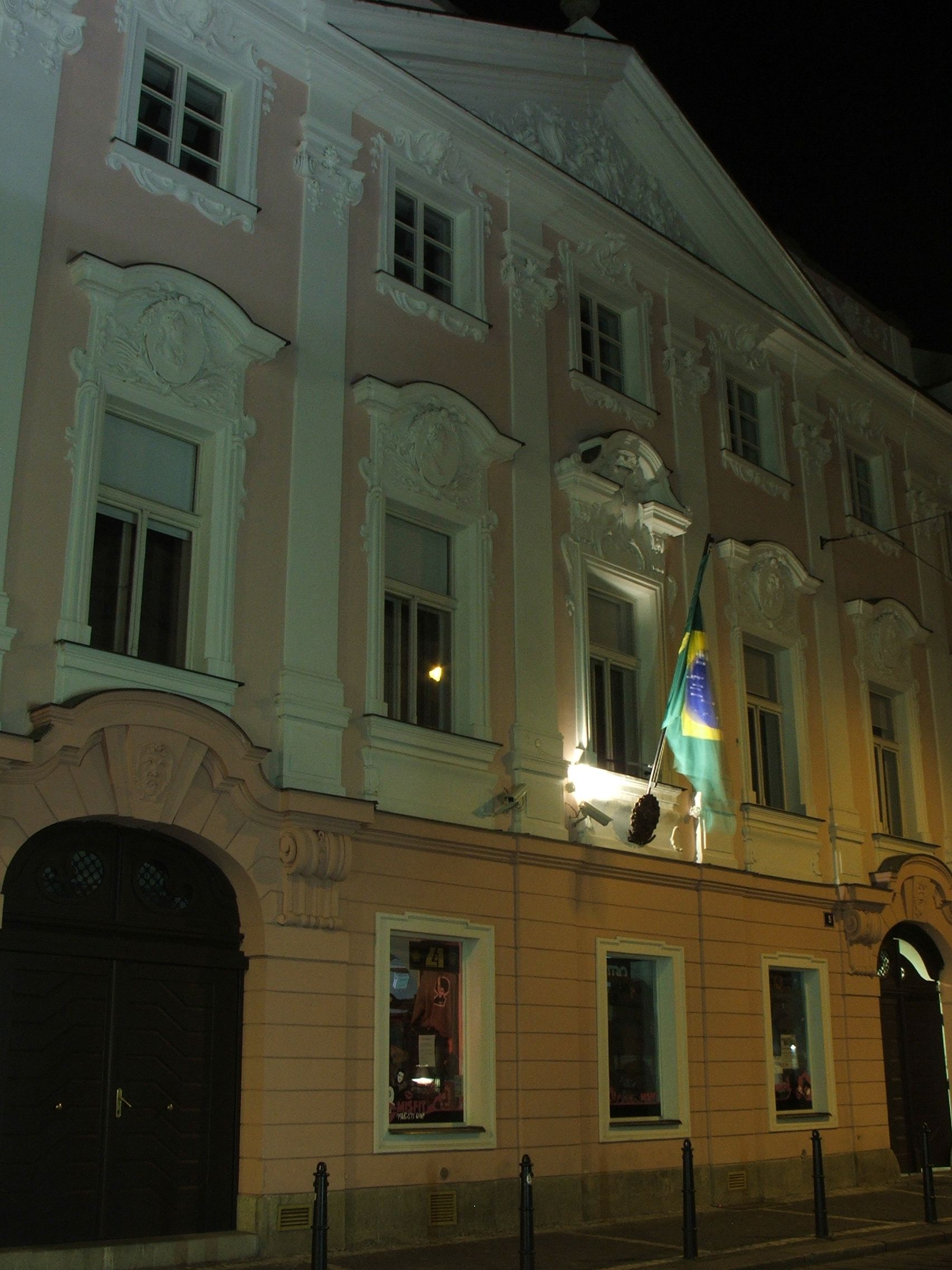
Бразильское посольство в Праге

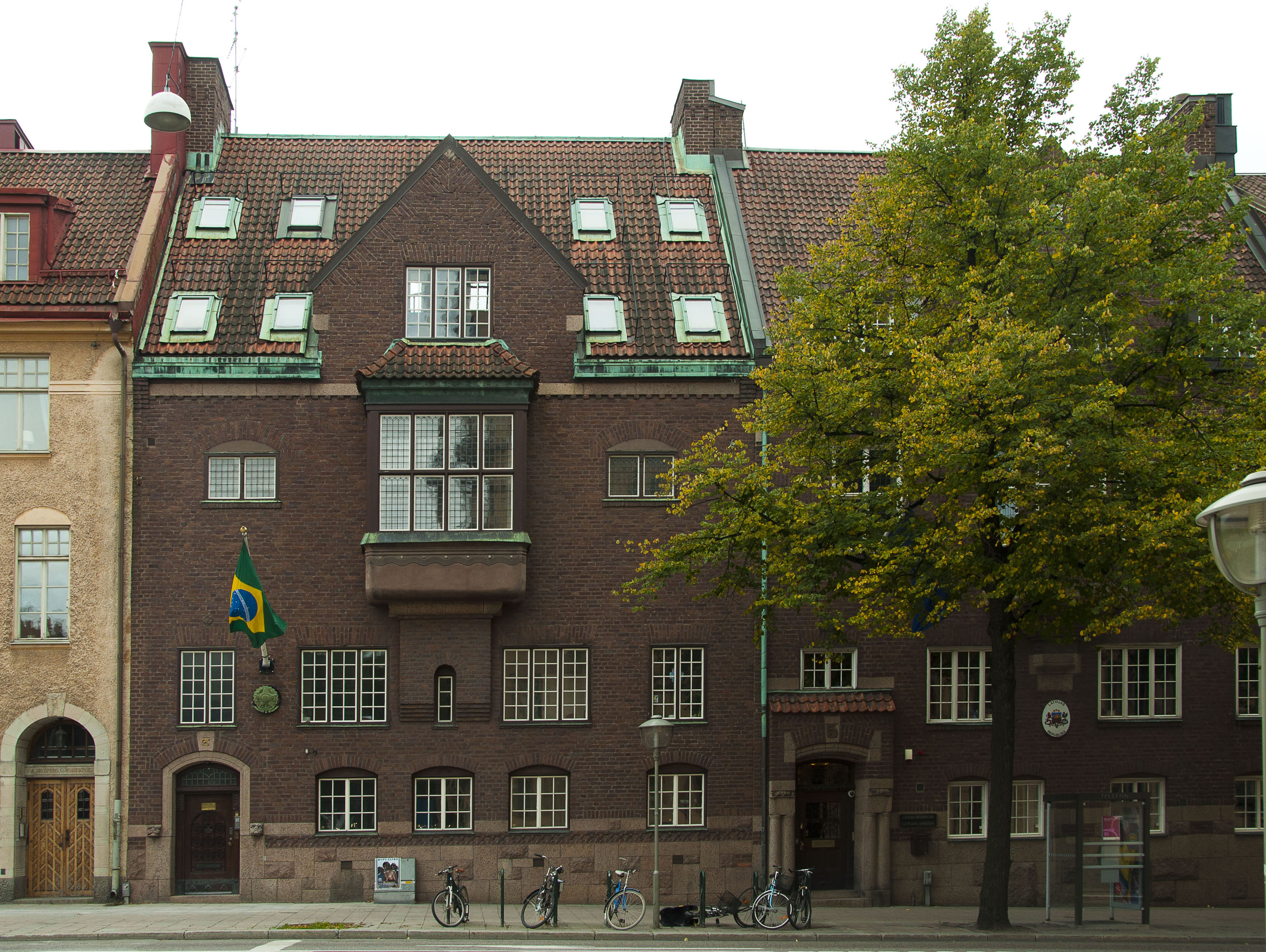
Бразильское посольство в Стокгольме

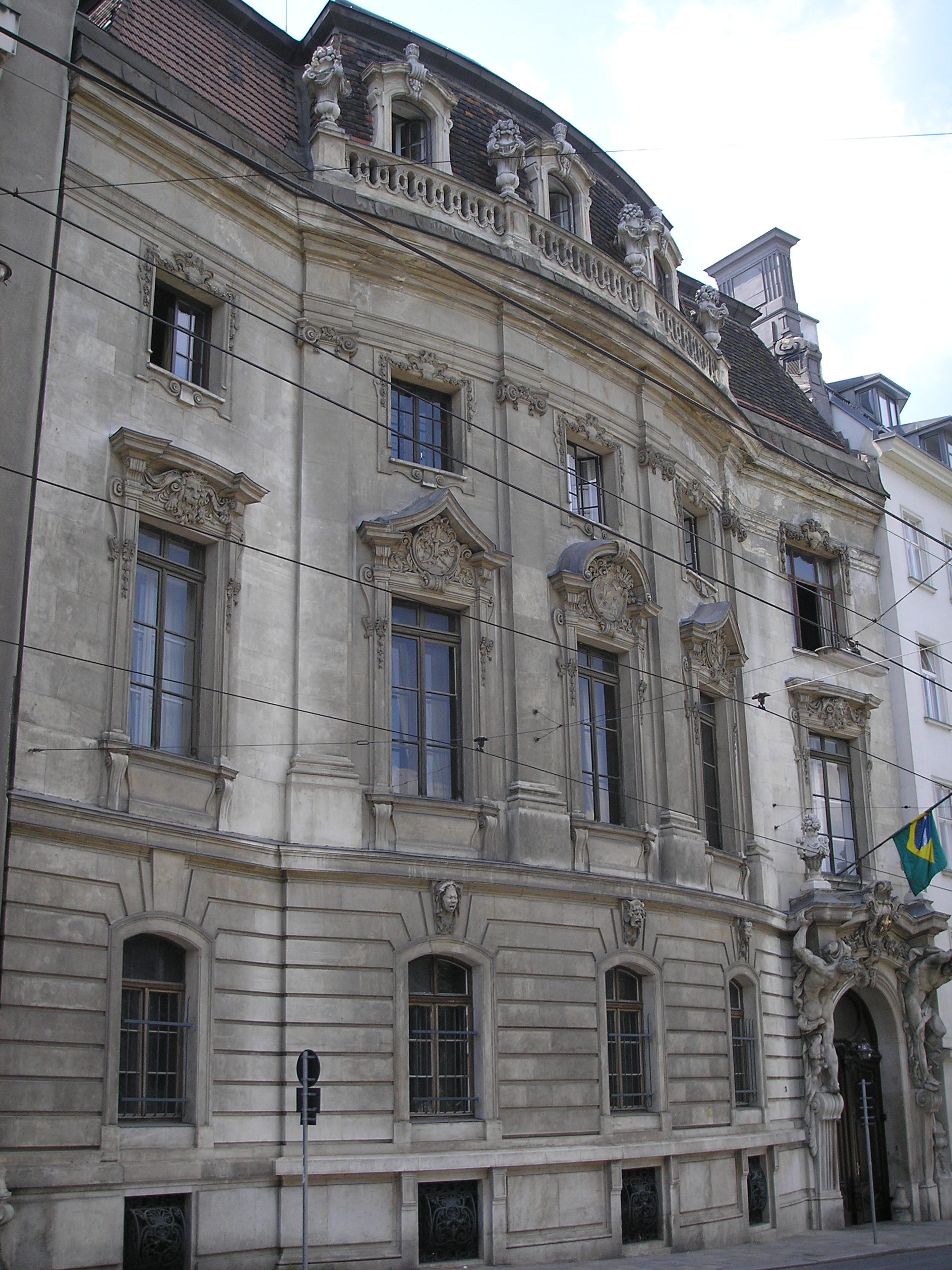
Бразильское посольство в Вене

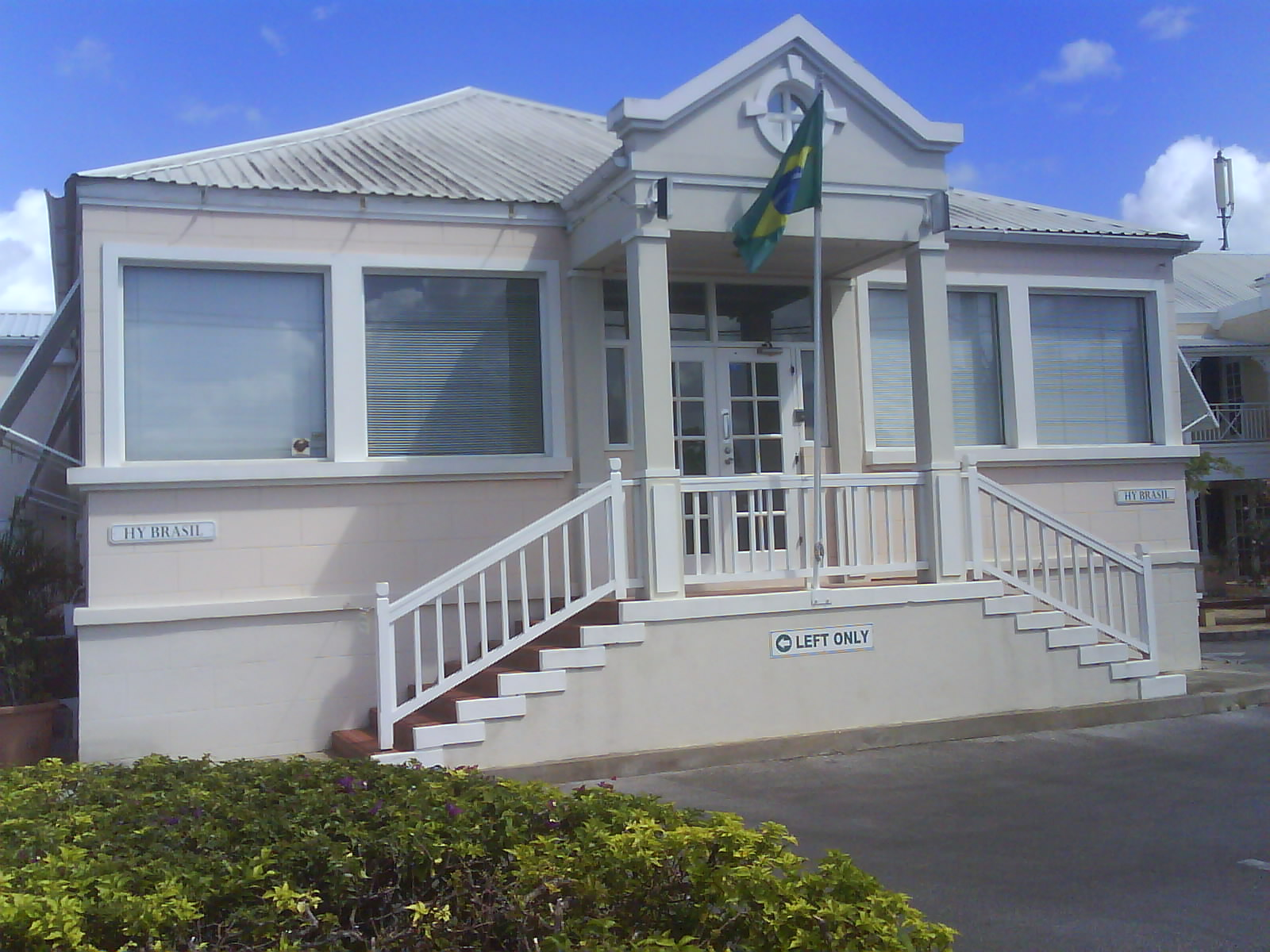
Бразильское посольство в Бриджтауне

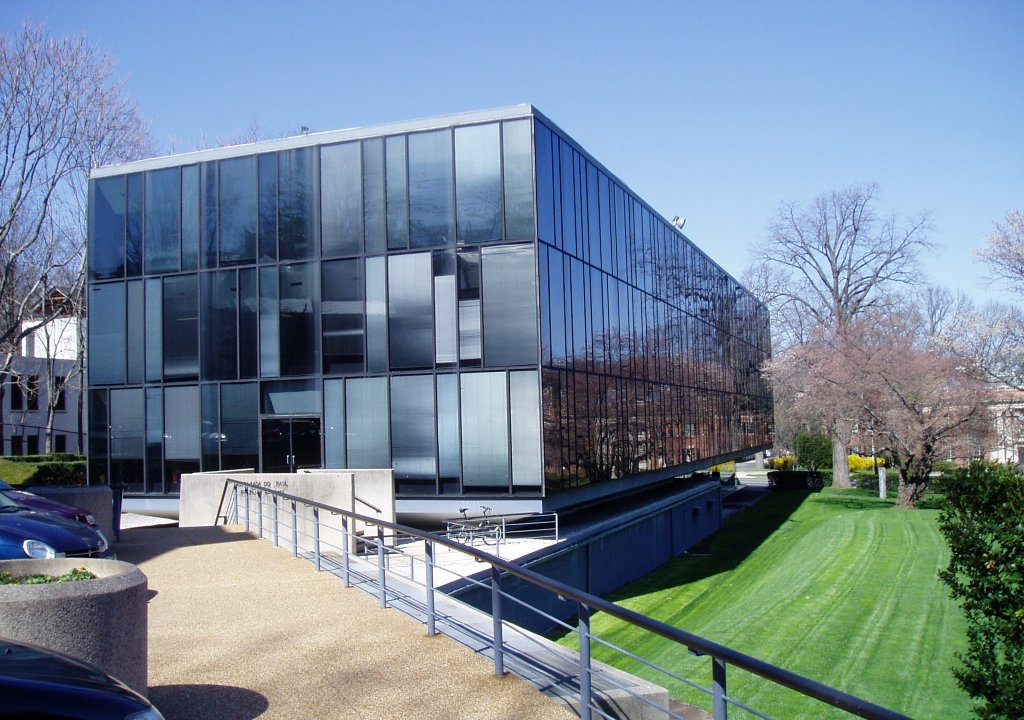
Бразильское посольство в Вашингтоне

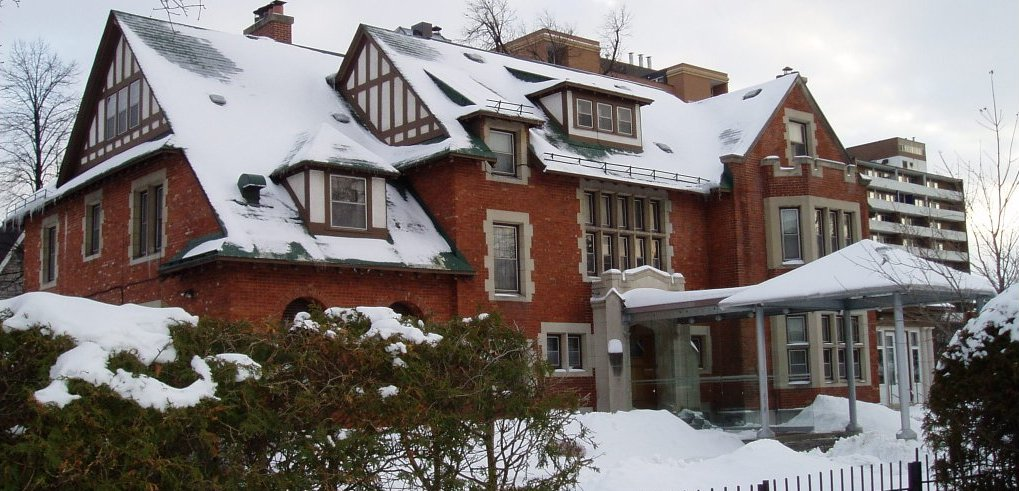
Резиденция посла в Оттаве

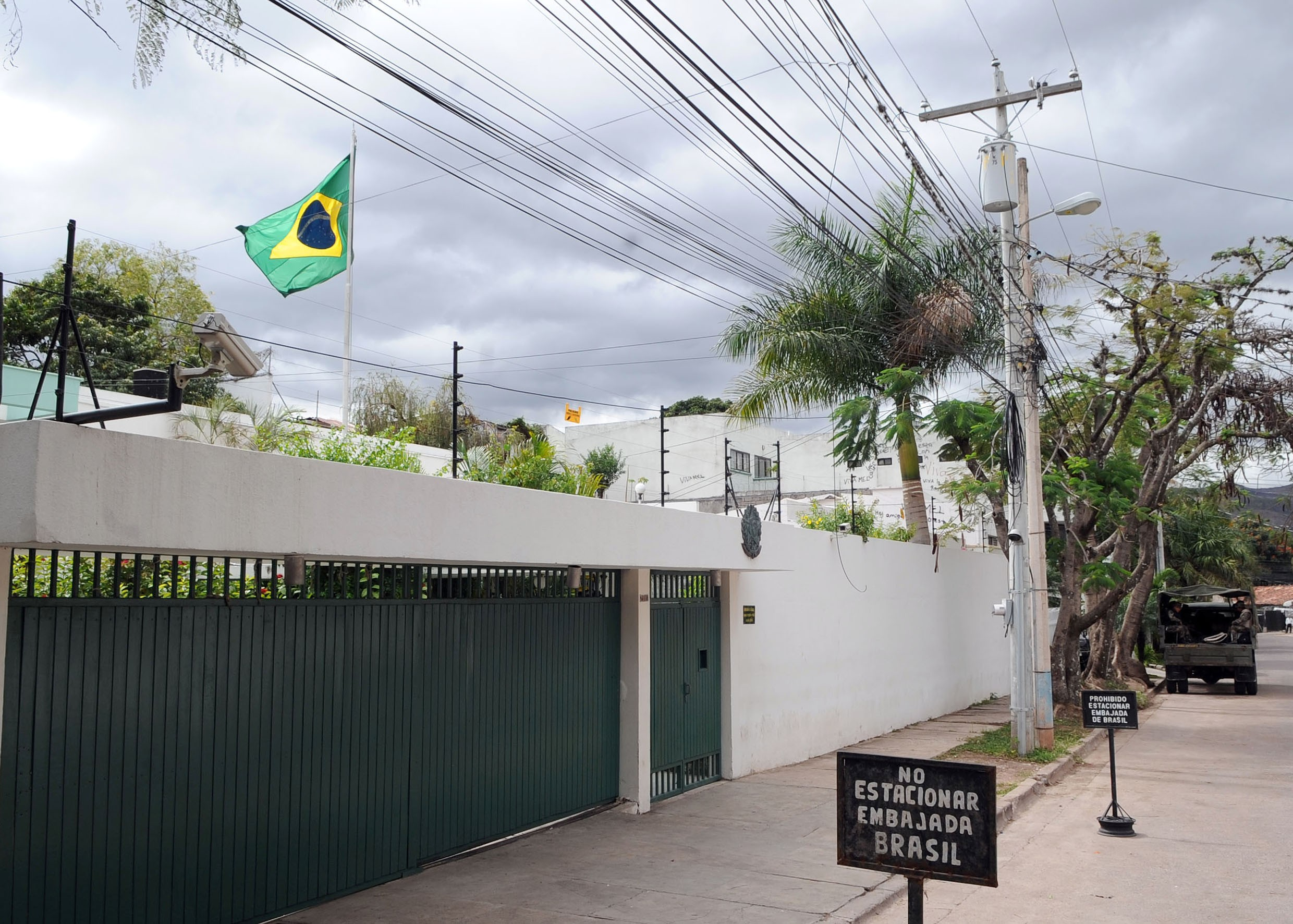
Бразильское посольство в Тегусигальпе, Гондурас

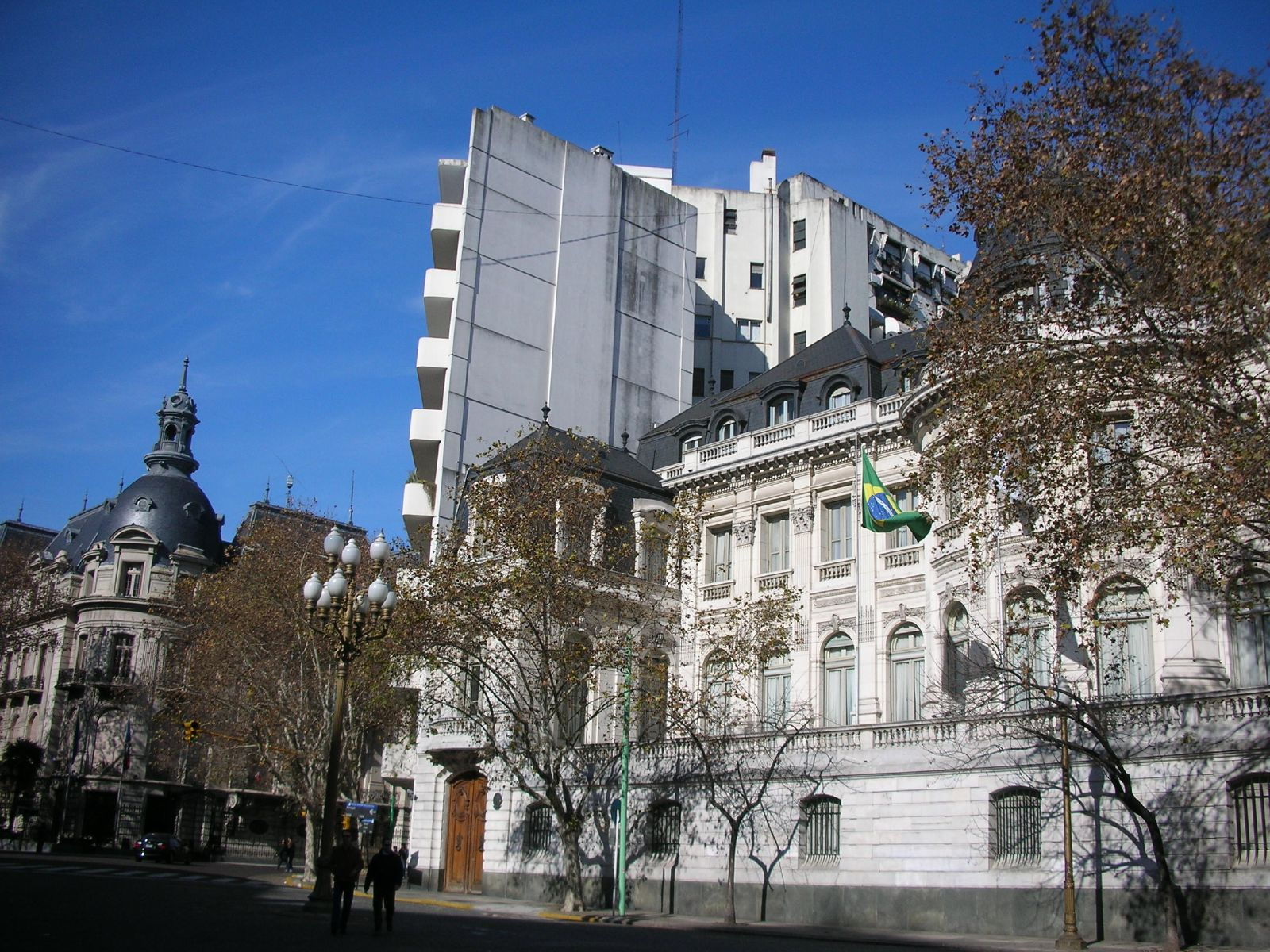
Бразильское посольство в Буэнос-Айресе

Список дипломатических миссий Бразилии — в настоящее время дипломатические представительства Бразилии находятся на всех континентах в более чем 125 странах мира.

## Европа
- Австрия, Вена (посольство)
- Азербайджан, Баку (посольство)
- Армения, Ереван (посольство)
- Бельгия, Брюссель (посольство)
- Болгария, София (посольство)
- Хорватия, Загреб (посольство)
- Чехия, Прага (посольство)
- Кипр, Никосия (посольство)
- Дания, Копенгаген (посольство)
- Финляндия, Хельсинки (посольство)
- Франция, Париж (посольство)
- Германия, Берлин (посольство)
  - Франкфурт-на-Майне (генеральное консульство)
  - Мюнхен (генеральное консульство)
- Греция, Афины (посольство)
- Ватикан (посольство)
- Венгрия, Будапешт (посольство)
- Ирландия, Дублин (посольство)
- Италия, Рим (посольство)
  - Милан (генеральное консульство)
- Нидерланды, Гаага (посольство)
  - Роттердам (генеральное консульство)
- Норвегия, Осло (посольство)
- Польша, Варшава (посольство)
- Португалия, Лиссабон (посольство)
  - Порту (генеральное консульство)
- Румыния, Бухарест (посольство)
- Россия, Москва (посольство)
- Сербия, Белград (посольство)
- Словакия, Братислава (посольство)
- Словения, Любляна(посольство)
- Испания, Мадрид (посольство)
  - Барселона (генеральное консульство)
- Швеция, Стокгольм (посольство)
- Швейцария, Берн (посольство)
  - Женева (генеральное консульство)
  - Цюрих (генеральное консульство)
- Украина, Киев (посольство)
- Великобритания, Лондон (посольство)

## Северная Америка
- Антигуа и Барбуда Сент-Джонс (посольство)
- Барбадос Бриджтаун (посольство)
- Белиз Бельмопан (посольство)
- Багамские острова, Нассау (посольство)
- Канада Оттава (посольство)
  - Монреаль(генеральное консульство)
  - Торонто (генеральное консульство)
  - Ванкувер (генеральное консульство)
- Коста-Рика Сан-Хосе (посольство)
- Куба Гавана (посольство)
- Доминика Розо (посольство)
- Доминиканская Республика Санто-Доминго (посольство)
- Сальвадор Сан-Сальвадор (посольство)
- Гренада Сент-Джорджес (посольство)
- Гватемала Гватемала (посольство)
- Гаити Порт-о-Пренс (посольство)
- Гондурас Тегусигальпа (посольство)
- Ямайка Кингстон (посольство)
- Мексика Мехико (посольство)
- Никарагуа Манагуа (посольство)
- Панама Панама (посольство)
- Сент-Китс и Невис Бастер(посольство)
- Сент-Люсия Кастри (посольство)
- Сент-Винсент и Гренадины Кингстаун (посольство)
- Тринидад и Тобаго Порт-оф-Спейн (посольство)
- США Вашингтон (посольство)
  - Бостон (генеральное консульство)
  - Чикаго (генеральное консульство)
  - Хьюстон(генеральное консульство)
  - Майами (генеральное консульство)
  - Хартфорд (генеральное консульство)
  - Нью-Йорк (генеральное консульство)
  - Сан-Франциско (генеральное консульство)
  - Лос-Анджелес (генеральное консульство)
  - Атланта (генеральное консульство)

## Южная Америка
- Аргентина Буэнос-Айрес (посольство)
  - Кордоба (генеральное консульство)
  - Мендоса (генеральное консульство)
  - Пасо-де-лос-Либрес (вице-консульство)
  - Пуэрто-Игуасу (вице-консульство)
- Боливия Ла-Пас (посольство)
  - Санта-Крус-де-ла-Сьерра (генеральное консульство)
  - Кобиха (вице-консульство)
  - Кочабамба (вице-консульство)
  - Гуаярамерин (вице-консульство)
  - Пуэрто-Суарес (вице-консульство)
- Чили Сантьяго (посольство)
- Колумбия Богота (посольство)
  - Летисия (вице-консульство)
- Эквадор Кито (посольство)
- Гайана Джорджтаун (посольство)
- Французская Гвиана, Кайенна (генеральное консульство)
- Парагвай Асунсьон (посольство)
  - Сьюдад-дель-Эсте (генеральное консульство)
  - Педро-Хуан-Кабальеро (консульство)
  - Консепсьон (вице-консульство)
  - Энкарнасьон (вице-консульство)
  - Сальто-дель-Гуайра (вице-консульство)
- Перу Лима (посольство)
  - Икитос (консульство)
- Суринам Парамарибо (посольство)
- Уругвай Монтевидео (посольство)
  - Ривера (консульство)
  - Чуи (консульство)
  - Артигас (вице-консульство)
  - Рио-Бранко (вице-консульство)
- Венесуэла, Каракас (посольство)
  - Сьюдад-Гуаяна (консульство)
  - Пуэрто-Аякучо (вице-консульство)
  - Санта-Елена-де-Уайрен (вице-консульство)

## Африка
- Алжир Эль-Джазаир (посольство)
- Ангола Луанда (посольство)
- Республика Конго, Браззавиль (посольство)
- Бенин Котону (посольство)
- Египет Каир (посольство)
- Экваториальная Гвинея Малабо (посольство)
- Ботсвана, Габороне (посольство)
- Буркина-Фасо, Уагадугу (посольство)
- камерун, Яунде (посольство)
- Кабо-Верде, Прая (посольство)
- Демократическая Республика Конго, Киншаса (посольство)
- Кот д’Ивуар, Абиджан (посольство)
- Эфиопия Аддис-Абеба (посольство)
- Габон, Либревиль(посольство)
- Гана, Аккра (посольство)
- Гвинея, Конакри(посольство)
- Гвинея-Бисау, Бисау (посольство)
- Кения Найроби (посольство)
- Ливия Триполи (посольство)
- Мали Бамако (посольство)
- Марокко Рабат (посольство)
- Мозамбик Мапуту (посольство)
- Мавритания, Нуакшот (посольство)
- Намибия Виндхук (посольство)
- Нигерия Абуджа (посольство)
  - Лагос (генеральное консульство)
- Сенегал Дакар (посольство)
- Сан-томе и Принсипи, Сан-Томе (посольство)
- ЮАР Претория (посольство)
  - Кейптаун (генеральное консульство)
- Судан, Хартум (посольство)
- Танзания, Дар-эс-Салам (посольство)
- Того, Ломе (посольство)
- Тунис, Тунис (посольство)
- Замбия, Лусака (посольство)
- Зимбабве, Хараре (посольство)

## Азия
- Афганистан, Кабул (посольство)
- Бангладеш, Дакка (посольство)
- Китай Пекин (посольство)
  - Гонконг (генеральное консульство)
  - Шанхай (генеральное консульство)
  - Гуанчжоу (генеральное консульство)
- Индия Нью-Дели (посольство)
  - Мумбай (генеральное консульство)
- Индонезия Джакарта (посольство)
- Иран Тегеран (посольство)
- Ирак Багдад (посольство)
- Израиль, Тель-Авив (посольство)
- Япония Токио (посольство)
  - Хамамацу (генеральное консульство)
  - Нагоя (генеральное консульство)
- Иордания Амман (посольство)
- Казахстан, Астана (посольство)
- КНДР, Пхеньян (посольство)
- Южная Корея, Сеул (посольство)
- Кувейт Эль-Кувейт (посольство)
- Ливан Бейрут (посольство)
- Малайзия Куала-Лумпур
- Рамаллах (представительство)
- Оман, Маскат (посольство)
- Пакистан, Исламабад (посольство)
- Филиппины Манила (посольство)
- Катар Доха (посольство)
- Саудовская Аравия Эр-Рияд (посольство)
- Сингапур Сингапур (посольство)
- Тайвань, Тайбэй (торговое представительство)
- Шри-Ланка, Коломбо (посольство)
- Сирия Дамаск (посольство)
- Турция Анкара (посольство)
- Вьетнам Ханой (посольство)
- ОАЭ Абу-Даби (посольство)
  - Дубай (торговое представительство)
- Восточный Тимор, Дили (посольство)
- Таиланд, Бангкок, (посольство)

## Океания
- Австралия, Канберра (посольство)
  - Сидней (генеральное консульство)
- Новая Зеландия, Веллингтон (посольство)

## Международные организации
- Аддис-Абеба (постоянное представительство при ОАЕ)
- Брюссель (представительство при ЕС)
- Женева (постоянное представительство при учреждениях ООН)
- Лиссабон (представительство при Содружестве португалоязычных стран)
- Нью-Йорк (постоянное представительство при ООН)
- Монтевидео (постоянное представительство при ALADI и MERCOSUR)
- Париж (постоянное представительство при ЮНЕСКО)
- Рим (постоянное представительство при ФАО)
- Вена (постоянное представительство при учреждениях ООН)
- Вашингтон (постоянное представительство при ОАГ)